# Văn phòng Ủy ban Thường vụ Đại hội Đại biểu Nhân dân Toàn quốc
Văn phòng Ủy ban Thường vụ Đại hội Đại biểu Nhân dân Toàn quốc (giản thể: 全国人民代表大会常务委员会办公厅; phồn thể: 全國人民代表大會常務委員會辦公廳; Hán-Việt: Toàn quốc Nhân dân Đại biểu Đại hội Thường vụ Ủy viên hội Biện công sảnh; bính âm: Quánguó Rénmín Dàibiǎo Dàhuì Chángwù Wěiyuánhuì Bàngōngtīng) là cơ quan hành chính của Ủy ban Thường vụ Đại hội Đại biểu Nhân dân Toàn quốc, có nhiệm vụ hỗ trợ Ủy ban Thường vụ Đại hội Đại biểu Nhân dân Toàn quốc trong các hoạt động hành chính hàng ngày. Văn phòng được thành lập cùng với Đại hội Đại biểu Nhân dân Toàn quốc  và Ủy ban Thường vụ Đại hội Đại biểu Nhân dân Toàn quốc vào năm 1954. Văn phòng này do Bí thư trưởng đứng đầu.

## Lịch sử
Văn phòng Ủy ban Thường vụ Đại hội Đại biểu Nhân dân Toàn quốc được thành lập vào ngày 27 tháng 9 năm 1954, cùng với Đại hội Đại biểu Nhân dân Toàn quốc và Ủy ban Thường vụ Đại hội Đại biểu Nhân dân Toàn quốc.

## Chức năng
Văn phòng này là cơ quan hành chính của Ủy ban Thường vụ Đại hội Đại biểu Nhân dân Toàn quốc. Văn phòng này do Bí thư trưởng đứng đầu với sự hỗ trợ của các Phó Bí thư trưởng.

## Tổ chức
Văn phòng này gồm có các phòng ban sau:
- Ban Thư ký
- Phòng Nghiên cứu
- Cục Liên lạc
- Cục Ngoại vụ
- Cục Thông tin
- Cục Thư tín và Điện thoại
- Cục Nhân sự
- Cục Cán bộ Cựu chiến binh
- Cục Quản lý Công tác Thể chế
- Chi bộ Đảng Ủy ban Thường vụ Đại hội Đại biểu Nhân dân Toàn quốc
- Ủy ban Kiểm tra Kỷ luật Ủy ban Thường vụ Đại hội Đại biểu Nhân dân Toàn quốc
- Công đoàn Ủy ban Thường vụ Đại hội Đại biểu Nhân dân Toàn quốc

Văn phòng cũng quản lý các tổ chức trực thuộc sau đây:
- Đại lễ đường Cục Hành chính Nhân dân
- Trung tâm Dịch vụ Đại hội Đại biểu Nhân dân Toàn quốc
- Trung tâm Đào tạo Đại hội Đại biểu Nhân dân Toàn quốc
- Trung tâm Thông tin Đại hội Đại biểu Nhân dân Toàn quốc
- Thư viện Đại hội Đại biểu Nhân dân Toàn quốc
- Trung tâm Hội nghị Đại hội Đại biểu Nhân dân Toàn quốc
- Đại hội Đại biểu Nhân dân Toàn quốc Trung Quốc
- Trung tâm Thu mua Đại hội Đại biểu Nhân dân Toàn quốc